# Thudiyalur
Thudiyalur é uma panchayat (vila) no distrito de Coimbatore, no estado indiano de Tamil Nadu.

## Demografia
Segundo o censo de 2001,  Thudiyalur  tinha uma população de 20,897 habitantes. Os indivíduos do sexo masculino constituem 51% da população e os do sexo feminino 49%. Thudiyalur tem uma taxa de literacia de 75%, superior à média nacional de 59.5%: a literacia no sexo masculino é de 82% e no sexo feminino é de 69%. Em Thudiyalur, 10% da população está abaixo dos 6 anos de idade.